# Estadio Bruno Nespoli
El Estadio Bruno Nespoli es la principal instalación deportiva del Olbia Calcio 1905, estando ubicada en Olbia, en la Isla de Cerdeña.

## Descripción
El estadio se llama así en honor al joven portero del Olbia, Bruno Nespoli, fallecido tras una entrada durante un partido en 1960.
La instalación cuenta con una tribuna central con aproximadamente 2000 asientos con una sección cubierta (500 asientos), donde se encuentra la tribuna de prensa que lleva el nombre de Tore Marini, así como dos tribunas, una llamada Innocenti que acoge a los aficionados del Olbia con una capacidad de 1800/2000 espectadores, y una con tubos metálicos con 800/1000 asientos para los aficionados visitantes.
La capacidad del estadio se redujo de 8.000 asientos a 3.209 siguiendo las nuevas regulaciones establecidas por la Liga de Fútbol.
En 2005 albergó el partido amistoso entre las selecciones juveniles sub-21 de Italia y Rusia.
Además de este importante evento, albergó un torneo de las Regiones en 2004, y un torneo de los distintos equipos representativos de los grupos de la Serie D en 2003.
El estadio también ha acogido varios conciertos, entre ellos uno de Eros Ramazzotti en 2005 y otro de Gianna Nannini.

## Ficha técnica
- Número de espectadores sentados: 4000.
- Número de asientos en la tribuna de prensa: 20
- Número de plazas cubiertas: 600.
- Distancia máxima de los espectadores al terreno de juego: 15 m.
- Tamaño del campo: 107x65 ancho mínimo del campo objetivo: 2,5 mDistancia mínima a obstáculos fijos: 2,5 m.
- Separación interna: Valla.
- Amplificación de sonido: Sí.
- Protección del área penal: Sí.
- Iluminación de campo: Sí.
- Sistema de circuito cerrado de televisión: Sí.